# Deus Ex Go
Deus Ex Go est un jeu vidéo de puzzle développé par Square Enix Montréal et édité par Square Enix, sorti en 2016 sur Windows, iOS et Android.

## Système de jeu
Comme les deux précédents jeux vidéos de la franchise, Hitman Go (2014) et Lara Croft Go (2015), le principe du jeu repose sur la résolution de casse-têtes constitués d'un quadrillage sur lequel évoluent le joueur et les  ennemis. À chaque tour, le joueur doit décider d'une action, tandis que les ennemis se meuvent selon leur particularité.

### Fonctionnement général
Le joueur à le choix entre plusieurs types d'interactions. Il peut se déplacer en suivant les lignes du quadrillage, chaque position possible étant signalée par un symbole. Toutes les intersections sont aussi des positions possibles. De plus, il peut activer certains bonus pour réaliser des interactions spéciales. Dans Deus Ex Go, il existe ainsi un système de câblages électrique, symbolisé par une borne, symbole jaune avec un ordinateur, qui permet de créer des lignes jaunes qui agissent sur les systèmes et ennemis. De plus, une rune bleue, qui peut être transportée par le joueur, permet au joueur des actions de plus en plus variées au cours du scénario de base, c'est-à-dire d'abord devenir invisible, puis prendre le contrôle d'une borne de câblage, et dans les derniers niveaux de tuer un ennemi. Le but d'un niveau est d'atteindre l'objectif (un double cercle brillant), avec le moins de déplacements possible.

### Ennemis et systèmes
Les gardes blancs foncent vers le joueur quand il passe devant eux, en activant un bouclier Titan qui les rends immortels. Ils poursuivent leur course jusqu'à la dernière position où s'est tenu le joueur, sur la ligne droite devant eux. Il s'agit pour les vaincre de les contourner ou d'utiliser un bonus. À noter qu'ils désactivent les bornes de câblage pendant leur attaque.
Les gardes noirs agissent comme les gardes blancs, mais se dirigent à chaque tour vers une autre direction, si un chemin y mène De ce fait, à chaque tour, ils peuvent attaquer le joueur dans deux directions différentes. Les vaincre est donc beaucoup plus ardu, puisqu'il faut les surprendre au moment où ils tournent le dos.
Les robots choqueurs éliminent  le joueur qui passe devant eux, ils peuvent être électrisés, ce qui empêche les lignes jaunes de passer sous eux
Les robots marcheurs avancent en ligne droite, revenant en arrière à chaque fin de ligne. Ils peuvent également être électrisés, ce qui menace toute ligne jaune sur leur ligne de déplacement. 
Les tourelles tirent vers le joueur lorsqu'il passe devant elles. Le câblage jaune les rendent amicales, puisqu'elles tirent sur les ennemis au lieu du joueur. 
Les drones tirent trois grenades sur la dernière position du joueur, sur la ligne qui leur fait face. Il ,est possible de passer en dessous sans être détecté ou éliminé Le câblage jaune modifie leur orientation, donc leur angle de tir. En même temps qu'il envoie son ultime grenade, il calcule son prochain tir si le joueur se trouve toujours à portée.
Les trappes de vides empêchent tous passages, elles disparaissent quand elles sont atteintes par le câblage jaune. Il est possible d'immobiliser un ennemi qui se trouverait sur la trappe si on coupe le courant au moment où il est dessus. Le joueur peut aussi être éliminé s'il s'y retrouve coincé.
Les trappes pivotantes possèdent un morceau de quadrillage, dont l'orientation change lorsque le câblage l'atteint, ce qui modifie la forme des chemins du casse-tête. Si un ennemi se trouve à sa surface lorsqu'elle pivote, il changera de direction.
A cela s'ajoutent les deux bonus cités précédemment. Si la rune bleue est entourée de plusieurs triangles noirs, elle permet de réaliser plusieurs interactions différentes, soit, dans l'ordre, invisibilité, câblage à distance et élimination. L'invisibilité est déclenchée en appuyant sur l'avatar du joueur, qui devient invisible un tour entier et réapparaît à la fin de son second déplacement. La prise de contrôle d'une borne s'effectue en appuyant sur la borne concernée, qui peut alors être reliée comme si le joueur était dessus. L'élimination d'un ennemi nécessite d'appuyer sur l'ennemi souhaité, et n'affecte pas les drones et les tourelles. Quant à la borne de câblage, on peut noter que le courant jaune ne passe pas uniquement dans les chemins tracés, mais sur toutes les arêtes pleines du plateau, et qu'il ne peut modifier qu'un système à la fois. Une borne ne peut générer qu'un câble.

### Particularités
Le jeu possède plusieurs nouveautés par rapport à ses prédécesseurs, au niveau de la jouabilité : 
- Les mailles du quadrillage ne sont plus carrées mais triangulaires
- Dans la quête principale, une intrigue lie les niveaux au moyen de dialogues
- Les décors sont plus sobres, tous les niveaux reposant sur la même base flottante monochrome, sur laquelle sont disposés les éléments de décors.
- Un onglet de création de niveau complet est disponible
- Il est possible de partager ses créations avec la communauté et d'essayer les niveaux des autres joueurs, notamment à travers un défi quotidien
- Des récompenses spéciales peuvent être trouvées dans des coffres en bronze, argent et or, offerts pour les performances sur ces niveaux de la communauté. Ces coffres peuvent aussi être achetés dans la boutique.
- Il est possible de revenir en arrière sur une action, au moyen de jetons trouvables dans ces coffres
- Des solutions peuvent aussi y être découvertes, qui fonctionnent de la même façon que les précédents opus, en indiquant au joueur tous les déplacements nécessaires pour terminer le niveau.

## Accueil
- GameSpot : 8/10[1]
- IGN : 8,4/10[2]
- Gamezebo : 3,5/5[3]
- TouchArcade : 4/5[4]